# Die Chaotenclique
Die Chaotenclique (Alternativtitel Pechvögel; Originaltitel D.C. Cab) ist eine US-amerikanische Actionkomödie aus dem Jahr 1983. Regie führte Joel Schumacher, der gemeinsam mit Topper Carew das Drehbuch schrieb. Der Film wurde in Washington, D.C. gedreht. Er spielte in den Kinos der USA ca. 16,1 Millionen US-Dollar ein.

## Handlung
Albert Hockenberry zieht nach Washington, D.C. Er wird dort von seinem Freund Harold, einem alternden Hippie, als Taxifahrer eingestellt. Das Unternehmen Harolds befindet sich in finanziellen Schwierigkeiten. Hockenberry bemüht sich, bei den Fahrern – die eigentlich von anderen Berufen träumen – Teamgeist zu erwecken.
In einem der Autos wird ein zurückgelassenes wertvolles Musikinstrument gefunden, für das Harold von dem Besitzer 10 Tsd. US-Dollar Belohnung erhält. Er will das Geld unter den Fahrern verteilen, damit sie es als seine Geschäftspartner im Unternehmen investieren. Seine Ehefrau Myrna nimmt das Geld an sich, danach wirft sie Harold und den bei diesem untergebrachten Hockenberry aus dem Haus. Harold verteilt eigene Ersparnisse an seine Mitarbeiter.
Hockenberry und zwei Kinder eines kanadischen Diplomaten werden entführt. Hockenberrys Kollegen helfen, ihn zu befreien.

## Kritiken
John Crichton verglich am 11. April 2005 den Film auf www.dvdtalk.com mit einer Reality-Show, in der man heutzutage solche Zerstörungen wie die im Film dargestellten zeigen würde. Das Drehbuch der „klassischen Kultkomödie“ sei in der Theorie einfach gestrickt, aber es beinhalte zahlreiche Subplots; es schwächele an einigen Stellen.
Die Zeitschrift Cinema beschrieb den Film als ein „leichtfüßiges Vergnügen“ und eine „Vollgaskomödie mit ungebremsten Sprüchen“.